# 汉赋
汉赋是汉朝流行的赋，由《楚辞》发展而来，吸收了荀子《赋篇》的体製，外加纵横家的夸张手法，形成一种兼有诗歌与散文特征的文学形式。有大赋与小赋之分，大赋多写宫廷生活，小赋富于抒情描写。
汉赋辭藻華麗，筆勢誇張，好堆砌冷僻字，表面富麗而艱深難讀，是漢賦的特色。左思《三都赋序》就说汉赋“于辞则易为藻饰，于义则虚而无征”。

## 興盛原因
漢賦的興盛，源於文體本身的發展，繼承《詩經》、《楚辭》、《荀子》短賦而進一步發展。漢賦興盛亦源於君王貴族的提倡。君王提倡於上，群臣響應於下，辭賦成了知識分子進身之階，於是爭相制作。
漢賦興起受政治經濟影響。漢初自文景之治後，海內昇平，經濟富庶，富麗堂皇的宮殿苑囿大規模興建，於是有專寫宮殿苑囿、巡遊田獵、聲色犬馬的富麗典雅大賦出現。
漢賦興起受儒家思想的影響。儒家認為賦能「抒下情而通諷諭，宣上德而盡忠孝」，具有積極作用，漢賦遂取代了楚辭而興起。漢代小學發達，亦導致漢賦興盛。

## 特質
形式方面，漢賦多韻散結合，乃半詩半文的混合體。序言和亂辭多不押韻，正文部分則每多押韻。漢賦多是長篇巨製，前或有序言，後有亂辭，常用問答方式。詩體賦的句式以四言為主，騷體賦則多沿襲楚辭手法，多用楚辭句式，常用兮字。
風格方面，漢賦鋪陳誇飾，辭藻華麗，多用排偶，鋪采摛文，「合纂組以成文，列錦繡而為質」。
主旨方面，漢賦題材內容駁雜龐大，多寫京殿、羽獵、山海、述行等題材，多歌頌帝王功德，描述宮廷生活，如田獵車騎，宮室苑囿，錦衣美食，音樂歌舞。漢賦並多有諷諫或勸戒之旨。

## 發展
漢賦發展可分「形成期」、「全盛期」、「模擬期」及「轉變期」。
形成期自高祖至武帝初，騷體賦頗為盛行，如賈誼《弔屈原賦》、《鵩鳥賦》、董仲舒《士不遇賦》、司馬遷《悲士不遇賦》、枚乘《七發》等。散體大賦則遂漸形成。
全盛期自武帝至成帝之世，漢賦離棄楚辭風格，建立純散文的典型漢賦體，傾向精細雕飾，誇張鋪排，如司馬相如的《子虛賦》、《上林賦》、東方朔《答客難》、王褒《洞簫賦》等。
模擬期自西漢末至東漢中葉，漢賦多依照一定的型體，堆積辭句，鋪陳形勢；雖然外表華麗，題材廣泛，但內容空洞。作品如揚雄的《甘泉賦》、班固《兩都賦》、張衡《二京賦》等。
轉變期起自東漢中葉以後，漢賦由長篇巨製變為短篇，多為表現個人胸懷的言志之作，如張衡《歸田賦》、《思玄賦》、趙壹《刺世疾邪賦》、禰衡《鸚鵡賦》等。